# Новоселки (Вачський район)
Новоселки (рос. Новосёлки) — село в Вачському районі Нижньогородської області Російської Федерації.
Населення становить 1160 осіб. Входить до складу муніципального утворення Новосельська сільрада.

## Історія
Від 2009 року входить до складу муніципального утворення Новосельська сільрада.

## Населення
| 1859 | 1897  | 1905  | 1926  | 1999  | 2002  | 2010  |
| ---- | ----- | ----- | ----- | ----- | ----- | ----- |
| 925  | ↗1158 | ↘1047 | ↗1546 | ↘1442 | ↘1272 | ↘1160 |